# Girkan State Reserve
Girkan State Reserve är ett naturreservat i Azerbajdzjan. Det ligger i den sydöstra delen av landet, 220 km söder om huvudstaden Baku.
Omgivningarna runt Girkan State Reserve är en mosaik av jordbruksmark och naturlig växtlighet. Runt Girkan State Reserve är det ganska tätbefolkat, med 129 invånare per kvadratkilometer.